# European Club Soccer
European Club Soccer (J.League Champion Soccer au Japon) est un jeu vidéo de football, développé par Krisalis Software et édité par Virgin Games en 1992 sur Mega Drive.

## Système de jeu
European Club Soccer propose une multitude d'équipe de clubs européens, avec leurs vrais noms et leurs emblèmes. Cette exhaustivité ne sera retrouvée que plus tard avec les FIFA Football. En revanche pas de licence sur les noms des joueurs. Le terrain est vu de profil, il n'y a pas de différence de niveaux entre les équipes.
Le gameplay s'inscrit dans la lignée de Manchester United (série de jeux vidéo) (en) (1991), des mêmes créateurs, sorti sur micro-ordinateurs.

## À noter
Aux États-Unis, le jeu est connu sous le titre World Trophy Soccer et ce sont les équipes nationales qui sont à la disposition du joueur.